# Кербер (музичка група)
Кербер је југословенска и српска музичка група из Ниша. Жанровски се најчешће сврстава у хард рок и хеви метал.

## Историја
Кербер је настао 1981. године од чланова групе Топ. Та група је до тада имала запажену локалну каријеру, али није била стабилна, јер су чланови често привремено свирали за тада популарније бендове. Кербер је назив добио по бићу из грчке митологије, троглавом псу са змијским репом који чува улаз у подземни свет. На врата југословенске рок сцене група је ушла 1983. године победом на чувеном Омладинском фестивалу у Суботици, на коме су се пре њих афирмисали састави попут Идола, Филма и других. Прве концерте група је одржала у нишким клубовима, а често је била и предгрупа Галије. Први албум Небо је мало за све је снимила половином 1982. године. Њихови концерти у то време су били карактеристични по Соси, који је свирао гитару у облику секире, а на бини је гутао и бљувао ватру. На једном концерту у Новом Саду задобио је опекотине другог степена, али је ипак наступ привео крају. Неколико наредних концерата је наступао са завојима и маском, па је престао да изводи ове атракције.
Кербер је учествовао и на концерту YU рок мисија, одржаном на Стадиону Црвене звезде у Београду. Као предгрупа су почетком осамдесетих свирали на концертима састава Nightwing и Uriah Heep у Југославији. Најинтензивније су наступали током 1987. године, када су одржали више од 200 концерата у земљи. Посебно су били популарни у Србији, Босни и Херцеговина и Македонији. Током каријере имали су и наступе у клубовима у Грчкој и Великој Британији. Двогодишњу паузу направили су после албума објављеног 1989. године. По повратку су објавили још два албума, али потом је уследила још једна, много дужа пауза. Поводом 30 година постојања, група је направила мини-турнеју и обележила свој рођендан концертима у Новом Саду, Нишу и Београду.
ПГП РТС је крајем 2009. издао Керберов бокс сет Сабрана дела, сачињен од седам компакт-дискова. На том издању обједињено је свих шест студијских албума ове групе, који су тада по први пут и били објављени на компакт-диску. Седми диск је садржао само нову песму Свети Никола, за коју је снимљен и спот.
Кербер је крајем јануара 2021. објавио песму Бестрага све и тиме започео обележавање четрдесетогодишњице рада. Сценарио за пратећи спот осмислио је нишки писац Милош Петковић, велики обожавалац ове групе. Он је поводом тог јубилеја написао и књигу Кербер: Хронике троглавог пса, прву званичну биографију групе. Ово романсирано биографско дело, обојено мотивима фантастике и митологије, изашло је за издавачку кућу Чаробна књига, а представљено је у октобру 2022. на Београдском сајму књига. Купци су скенирањем кода на корици књиге добијали прилику да премијерно чују Керберову нову песму Сузе кроз ноћ.
Шепи је почетком 2024. године уручена Награда 11. јануар, најзначајније признање Града Ниша. Група је 15. фебруара исте године, на Дан државности Србије, одликована Златном медаљом за заслуге.

## Чланови

### Садашњи
- Горан Шепа Гале — вокал
- Томислав Николић — гитара
- Бранислав Божиновић — клавијатуре
- Зоран Мадић — бас-гитара
- Небојша Неша Минић — гитара
- Јосип Хартл [а] — бубањ

### Бивши
- Зоран Стаменковић — бубањ
- Зоран Жикић Соса [б] — бас-гитара
- Бобан Ђорђевић [в] — бубањ
- Драгољуб Ђуричић [г] — бубањ
- Милорад Џмерковић Џери — клавијатуре
- Бранко Исаковић [д] — бас-гитара
- Саша Васковић — бас-гитара
- Горан Ђорђевић [ђ] — удараљке
- Владан Станојевић — гитара
- Немања Гушић Гуша — бубањ
- Влада Караџов — бас-гитара

## Дискографија
| - Небо је мало за све (1983) - Ратне игре (1985) - Сеобе (1986) - Људи и богови (1988) - Пета страна света (1990) - Запис (1996) - 121288 (1989) - (1999) - (2018) | - Антологија 1. (1983—1998) (1998) - Антологија 2. (1983—1998) (1998) - Свет се брзо окреће (The Best of 1986—1995) (2008) - Сабрана дела (бокс сет) (2009) - Специјал (2017) |

## Учешћа на фестивалима
- 1983 — Фестивал Омладина, Суботица, с песмом Мезимац (прво место)